# Закон о забрани дискриминације (Србија)
Закон о забрани дискриминације је законски акт који је усвојила Народна скупштина Републике Србије 26. марта 2009. на предлог Владе Републике Србије. Предлог закона влади је упутило Министарство за рад и социјалну политику на чијем је челу тада био Расим Љајић.
Законом се уређује општа забрана дискриминације, облици и случајеви дискриминације, као и поступци заштите од дискриминације. Законом се такође успоставља независни државни орган, Повереник за заштиту равноправности, који између осталог има овлашћења да прима и разматра притужбе због повреда одредаба закона и даје мишљења и препоруке у конкретним случајевима.
Предлог закона је, пре него што је послан у скупштинску процедуру, припреман 4 године, те је добио подршку у Влади, министарствима и скупштинским одборима, међутим, 16 сати пре заказане расправе у Народној скупштини, Влада је повукла предлог из скупштинске процедуре. Предлог закона повучен је након телефонске сједнице Владе о којој није био обавештен Министар за рад и социјалну политику Расим Љајић.
Како је касније објашњено, предлог закона је повучен на захтев Српске православне цркве, који су подржале остале традиционалне верске заједнице у Србији.
Српска православна црква и друге верске заједнице су имале примједбе на чланове 18. и 21. закона, те су тражиле да ти чланови буду уклоњени из предлога закона. Члан 18. предлога регулисао је слободу испољавања вере или уверења, док је члан 21. забрањивао дискриминацију на основу сексуалне оријентације и родног идентитета. Након вишедневних консултација, предлог закона је враћен у скупштинску процедуру. Промене су претрпела четири члана првобитног предлога, и то чланови 3, 18, 21, и 56. Најспорнији чланови 18. и 21. су, уместо брисања, измењени и допуњени. У члану 18. дописан је трећи став, док је из члана 21. избачен дио који се односи на дискриминацију у погледу родног идентитета, док је остао дио којим се забрањује дискриминација на основу сексуалне оријентације.
Овакав закон је поново упућен у скупштинску процедуру, те је усвојен 26. марта 2009. Закон је објављен у Службеном гласнику 30. марта, а ступио је на снагу 8 дана након тога, осим чланова 21 до 40, који су ступили на снагу 1. јануара 2010.
Повлачење предлога закона из скупштинске процедуре 16 сати пре заказане расправе изазвало је оштре реакције појединих политичких партија, државних службеника, и невладиног сектора као и међународних организација и институција. Министар Расим Љајић се запитао да ли ће убудуће за сваки закон који се доноси морати да затражи мишљење различитих цркава.

## Припрема закона

### Промене у предлогу закона
Средином марта, Влада је утврдила нови предлог закона и проследила га скупштини на усвајање по хитном поступку. Из Владе је саопштено да су усвојене саме неке од примједби Српске православне цркве и традиционалних верских заједница, а министар за рад и социјалну политику Расим Љајић изјавио је да су одбачене примедбе верских заједница које би промениле суштину и карактер закона. Са овим предлогом није се сагласио министар вера Богољуб Шијаковић, који није ни присуствовао седници владе на којој је предлог усвојен. У односу на првобитни предлог, промењена су четири члана, а избачен је дио који се односи на забрану дискриминације на основу родног идентитета.

#### Члан 3
У односу на првобитни предлог, члан 3 је допуњен у трећем ставу.
Текст члана 3 пре промене:
Свако има право да га надлежни судови и други органи јавне власти Републике Србије ефикасно штите од свих облика дискриминације.
Странац у Републици Србији, у складу са међународним уговорима, има сва права зајемчена Уставом и законом, изузев права која по Уставу и закону имају само грађани Републике Србије.
Забрањено је вршење права утврђених овим законом противно циљу у коме су призната или са намером да се ускрате, повреде или ограниче права и слободе других.

Текст члана 3 након промене:
Свако има право да га надлежни судови и други органи јавне власти Републике Србије ефикасно штите од свих облика дискриминације.
Странац у Републици Србији, у складу са међународним уговорима, има сва права зајемчена Уставом и законом, изузев права која по Уставу и закону имају само грађани Републике Србије.
Забрањено је вршење права утврђених овим законом противно циљу у коме су призната или са намером да се ускрате, повреде или ограниче права и слободе других зајамчена Уставом и међународним уговорима.

#### Члан 18
У односу на првобитни предлог, члан 18 је такође измењен и допуњен.
Текст члана 18 пре промене:
Дискриминација постоји ако се поступа противно начелу слободног
испољавања вере или уверења, односно ако се лицу или групи лица ускраћује право
на стицање, одржавање, изражавање и промену вере или уверења, као и право да
приватно или јавно изнесе своја уверења, у складу са законом.
Текст члана 18 након промене:
Дискриминација постоји ако се поступа противно начелу слободног испољавања вере или уверења, односно ако се лицу или групи лица ускраћује право на стицање, одржавање, изражавање и промену вере или уверења, као и право да приватно или јавно изнесе или поступи сходно својим уверењима.

Не сматра се дискриминацијом поступање свештеника, односно верских службеника које је у складу са верском доктрином, уверењима или циљевима цркава и верских заједница уписаних у регистар верских заједница, у складу са посебним законом којим се уређује слобода вероисповести и статус цркава и верских заједница.

#### Члан 21
У односу на првобитни предлог, из члана 21 је избачен дио који се односи на забрану дискриминације на основу родног идентитета. Српска православна црква и друге традиционалне верске заједнице које су је подржале, тражиле су и уклањање одредаба о забрани дискриминације на основу сексуалне оријентације, али су ове одредбе ипак остале у закону.
Текст члана 21 пре промене:
Родни идентитет и сексуална оријентација је приватна ствар и нико не може
бити позван да се јавно изјасни о свом родном идентитету и сексуалној
оријентацији.
Свако има право да изрази свој родни идентитет и сексуалну оријентацију, а
дискриминаторско поступање због изражавања родног идентитета и сексуалне
оријентације је забрањено.
Слобода изражавања родног идентитета и сексуалне оријентације из ст. 1. и
2. овог члана односе се и на случајеве транссексуалности.
Текст члана 21 након промене:
Сексуална оријентација је приватна ствар и нико не може бити позван да се јавно изјасни о својој сексуалној оријентацији.

Свако има право да се изјасни о својој сексуалној оријентацији, а дискриминаторско поступање због таквог изјашњавања је забрањено.

#### Члан 56
Одражавајући промене које су начињене у члану 21, промењен је и члан 56 закона.
Текст члана 56 пре промене:
Новчаном казном од 10.000 до 100.000 динара казниће се за прекршај
правно лице или предузетник ако лице или групу лица позове да се јавно изјасне о
свом родном идентитету и сексуалној оријентацији, односно ако спречи
изражавање њиховог родног идентитета и сексуалне оријентације у складу са овим
законом (члан 21. ст. 1. и 2).
Новчаном казном од 5.000 до 50.000 динара казниће се за прекршај из става
1. овог члана одговорно лице у правном лицу, односно у органу јавне власти, као и
физичко лице.
Текст члана 56 након промене:
Новчаном казном од 10.000 до 100.000 динара казниће се за прекршај правно лице или предузетник ако лице или групу лица позове да се јавно изјасне о својој сексуалној оријентацији, односно ако спречи изражавање њихове сексуалне оријентације, у складу са овим законом (члан 21).

Новчаном казном од 5.000 до 50.000 динара казниће се за прекршај из става 1. овог члана одговорно лице у правном лицу, односно у органу јавне власти, као и физичко лице.

## Усвајање закона
Због чињенице да нису прихваћене све примедбе Српске православне цркве и традиционалних верских заједница код формулисања новог предлога закона, односно што није избачен члан 18 који регулише верске слободе, и члан 21 који забрањује дискриминацију на основу сексуалне оријентације,, иако је из овог члана избачен родни идентитет, његово усвајање у Народној скупштини је било неизвесно. Опозиција је најавила подношење великог броја амандмана на закон који се подударају са оним што је тражено од стране СПЦ и традиционалних верских заједница. Подршку закону најавили су посланици владајуће коалиције, осим Јединствене Србије, као и посланици опозиционе Либерално-демократске партије, док је опозиција најавила да ће уколико не буду усвојени њихови амандмани, гласати против закона.
Посланици неколико опозиционих партија најавили су подношење и до неколико стотина амандмана на текст предлога закона., а укупно је поднесено око 500 амандмана. Председник Административног одбора Скупштине Ненад Константиновић је у подношењу великог броја амандмана видео намеру да се опструише рад парламента.
| „                                                                            | „С обзиром на то да је на закон од 63 члана поднето 500 амандмана, очигледна је намера да се поново опструише рад парламента. Има, на пример, случајева да је неколико посланика из исте посланичке групе поднело потпуно различите амандмане на исти члан закона, што јасно говори о намерама подносилаца” | ” |
| — Ненад Константиновић, Председник Административног одбора Народне Скупштине | |   |

Након дводневне расправе, током које је образложено преко 400 амандмана, закон је усвојен 26. марта 2009. За закон су, како је и најављено, гласали сви посланици владајуће коалиције осим посланика Јединствене Србије и једног посланика Партије уједињених пензионера Србије, а закон је подржала и Либерално-демократска партија. С друге стране, против су били Српска радикална странка, Демократска странка Србије и Нова Србија, док посланици Српске напредне странке нису учествовали у гласању.

## Законске одредбе
Закон је подељен на девет поглавља и има укупно 63 члана:
- I Основне одредбе (чланови 1-3);
- II Општа забрана и облици дискриминације (чланови 4-14);
- III Посебни случајеви дискриминације (чланови 15-27);
- IV Повереник за заштиту равноправности (чланови 28-34);
- V Поступање пред повереником (чланови 35-40);
- VI Судска заштита (чланови 41-46);
- VII Надзор (чланови 47-49);
- VIII Казнене одредбе (чланови 50-60);
- IX Прелазне и завршне одредбе (чланови 61-63).

Закон експлицитно одређује појам дискриминације или дискриминаторског поступања већ у другом члану. Ови појмови, како је дефинисано у закону, имају следеће значење:
| „ | Изрази „дискриминација” и „дискриминаторско поступање” означавају свако неоправдано прављење разлике или неједнако поступање, односно пропуштање (искључивање, ограничавање или давање првенства), у односу на лица или групе као и на чланове њихових породица, или њима блиска лица, на отворен или прикривен начин, а који се заснива на раси, боји коже, прецима, држављанству, националној припадности или етничком пореклу, језику, верским или политичким убеђењима, полу, родном идентитету, сексуалној оријентацији, имовном стању, рођењу, генетским особеностима, здравственом стању, инвалидитету, брачном и породичном статусу, осуђиваности, старосном добу, изгледу, чланству у политичким, синдикалним и другим организацијама и другим стварним, односно претпостављеним личним својствима. | ” |

### Повереник за заштиту равноправности
Законом се успоставља Повереник за заштиту равноправности, који има овлашћења да прима и разматра притужбе због повреда одредаба закона и даје мишљења и препоруке у конкретним случајевима. Повереника бира Народна скупштина већином гласова народних посланика, а на предлог одбора надлежног за уставна питања.
Мандат на који се бира Повереник је пет година, а исто лице може бити бирано за повереника највише два пута. Одредбе о Поверенику ступиле су на снагу нешто касније него остале одредбе закона, 1. јануара 2010.
За првог Повереника за заштиту равноправности Народна скупштина изабрала је 5. маја 2010. Невену Петрушић, декана Правног факултета у Нишу.